# 21515 Ґавіні
21515 Ґавіні (21515 Gavini) — астероїд головного поясу, відкритий 23 травня 1998 року.
Тіссеранів параметр щодо Юпітера — 3,299.